# Дворский, Мирослав
Мирослав Дворский (словац. Miroslav Dvorský, род. 16 мая 1960, Партизанске) — словацкий оперный певец (тенор). Братья: Петер Дворский, Ярослав Дворский и Павел Дворский (оперные певцы), Венделин Дворский (экономист). Мирослав и Ярослав Дворские — близнецы.

## Биография
После окончания техникума машиностроения в городе Партизанске учился в Братиславской консерватории и Братиславской высшей школе исполнительских искусств. На оперной сцене дебютировал в 1983 году. Проходил учебную стажировку в Ла Скале в Милане.
Мирослав Дворский выступал на таких мировых сценах, как: Лондонская королевская опера, Парижский национальный оперный театр, Венская государственная опера, фестиваль «Флорентийский музыкальный май», Немецкая опера в Берлине, Болонский театр, Королевский театр в Турине, Театр Карло Феличе, Канадская опера, Марсельская опера, Муниципальный театр в Сантьяго-де-Чили, Дворец искусств Королевы Софии, Оперный театр в Сан-Франциско, Токийский новый национальный театр и др.
К наиболее известным исполненным им партиям относятся: Альфред — «Летучая мышь», Иоганн Штраус сын, «Опера Земпера» в Дрездене; Каравадосси — «Тоска» Джакомо Пуччини, Гамбургский оперный театр; Еник — «Проданная невеста», Бедржих Сметана, Пражский национальный театр; Лаца Клемень — «Енуфа», Леош Яначек, Королевский театр в Мадриде, Театр в Праге; Принц — «Русалка», Антонин Дворжак, Норвежская национальная опера.
Является президентом Фонда «Memory», который занимается исследованиями болезни Альцгеймера. Женат, имеет дочь Дороту и сына Михала.

## Дискография
Данная дискография неполная:
- Ариас — Opus 91 2644-2 231, компакт-диск[2][3]
- 1992 — Аве Мария — Ливия Агова и Мирослав Дворский — Musica

## Сборники
- 2000-е — Оркестр в составе 55 человек, Золотая Скрипка — Zlaté husle — компакт-диск — (Мартин Слезьяк, Мирослав Дворский, Далибор Карвай, Иржи Стивин)[4]
- 2000-е — Золотая скрипка в замке — FfeelingAX 0020-2-432 ЕАN 8588003 267184, компакт-диск (Золотой скрипка, Мирослав Дворский, Далибор Енис, Любица Варгицова)
- 2005 — Vinšujeme Vám… (колядки) — Musica, 15. «Ангельским приветствием»
- 2006 — Волшебный клавир II — Ричард Риккон — Street Production — 03. «Карузо» — Поёт Мирослав Дворский